# (848) Inna
(848) Inna – planetoida z pasa głównego asteroid.

## Odkrycie
Została odkryta 5 września 1915 roku w Obserwatorium Simejiz na górze Koszka na Półwyspie Krymskim przez Grigorija Nieujmina. Nazwa pochodzi od Inny Nikołajewny Leman-Balanowskiej (1881–1945), rosyjskiej astronom z Obserwatorium w Pułkowie. Przed nadaniem nazwy planetoida nosiła oznaczenie tymczasowe (848) 1915 XS.

## Orbita
(848) Inna okrąża Słońce w ciągu 5 lat i 172 dni w średniej odległości 3,1 au. Należy do planetoid z rodziny Themis.